# Pentium M
A Pentium M márkanév az Intel egymagos x86 mobil mikroprocesszoraira vonatkozik amelyek az Intel P6 mikroarchitektúra módosított változatával készültek. Bevezetésük 2003 márciusában történt, egyidőben a Pentium 4 processzorok aranykorával az asztali PC piacon.
Ezek a processzorok egy újabb Centrino márka, a Centrino Carmel platformon belül kerültek felhasználásra. A Pentium M processzorok maximális thermal design power (TDP) értéke 5–27 W, modelltől függően, ezeket a processzorokat laptopokban tervezték felhasználni, innen az "M" mint "mobile" jelzés.
Ez a típus a legutolsó Pentium III típusú processzorok továbbfejlesztésével alakult ki, amelyhez hozzáadták a Pentium 4 processzor front-side bus (FSB) interfészét, javított utasításdekódoló és kibocsátó előfeldolgozó részt kapott, javították az elágazás-előrejelzést (branch prediction), SSE2 támogatást kapott és jóval nagyobb gyorsítótárat. Az első Pentium M–márkájú CPU neve Banias volt, ezt a Dothan követte. A Pentium M-márkájú processzorokat az Core-márkájú kétmagos, módosított mikroarchitektúrájú Yonah mobil CPU-k követték.

## Áttekintés
A Pentium M egy új és radikális indulás volt az Intel számára, mivel ez nem egyszerűen az asztali gépekbe szánt Pentium 4 alacsony fogyasztású változata volt, hanem a Pentium III Tualatin design (melynek alapja a Pentium Pro magfelépítés) egy erősen átalakított verziója. A kialakítást elsősorban az energiatakarékosságra optimalizálták, ami létfontosságú a notebook számítógépek működési idejének (ill. akkumulátor-élettartamának) meghosszabbítása céljából. Mivel átlagos energiafogyasztása nagyon alacsony és hőtermelése sokkal kisebb, mint az asztali processzoroké, a Pentium M alacsonyabb órajelen fut, mint a Pentium 4 laptop változata (a Pentium 4-Mobile, vagy P4-M), de a teljesítménye hasonló – az 1,6 GHz-es Pentium M teljesítménye jellemzően eléri vagy meg is haladhatja a 2,4 GHz-es Pentium 4-M processzorét. A Pentium M 740 processzor mért sebessége kb. 7400 MIPS és 3,9 GFLOPS (SSE2 használatával).
A Pentium M-ben összekapcsolták a Pentium III végrehajtó magot és a Pentium 4-kompatibilis busz-interfészt, javították az utasítás dekódoló-kibocsátó felületet, az elágazás-előrejelzést (branch prediction), az SSE2 támogatást, és sokkal nagyobb gyorsítótárat építettek be. Az energiaigényes másodlagos gyorsítótár egy olyan hozzáférési módszert használ, amely csak a hozzáférés idejére kapcsol be. A nagyobb gyorsítótár mögötti szándék az volt, hogy a processzor számára még akkor is elegendő méretű adat álljon rendelkezésre, mikor az L2 gyorsítótár ki van kapcsolva, de a nagyobb méret javított a teljesítményen is.
A processzorban alkalmazták a SpeedStep 3 technológiát: ez egy energiatakarékossági módszer, amelyben a processzor dinamikusan változtathatja az órajelfrekvenciát és a magfeszültséget, így pl. a processzor visszafoghatja az órajelet, ezáltal energiát takaríthat meg, mikor a rendszer nincs kihasználva. A SpeedStep 3-ban több alvási fokozat van, mint a SpeedStep korábbi verzióiban. Ezzel a technológiával egy 1,6 GHz-es Pentium M az órajelet 600, 800, 1000, 1200, 1400 és 1600 MHz-es fokozatokra tudja kapcsolni; a köztes órajelfokozatokkal jobban meg tud felelni a feltételeknek. A Pentium M teljesítményadatai 5 W-tól 27 W-ig változnak, a készenléti állapot és teljes terhelés között. Ez hasznos a notebook-gyártóknak, mivel a Pentium M processzorral kisebb notebookok készíthetők.
Ugyan az Intel a Pentium M-et kizárólag mobil termékként reklámozta, több alaplapgyártó, pl. az AOpen, DFI és MSI, gyorsan előállt Pentium M kompatibilis alaplapokkal a rajongók, HTPC-k, munkaállomás- és szerver alkalmazások számára. Az Asus egy speciális adaptert fejlesztett ki, ez volt a CT-479, amely lehetővé teszi Pentium M processzorok használatát egyes Asus alaplapokban, amiket Socket 478 foglalatú Pentium 4 processzorokhoz terveztek. A Shuttle Inc. Pentium M processzoros asztali gépeket kínált, amelyeket az alacsony energiafogyasztással és csöndes (alacsony zajszintű) hűtőrendszerrel reklámozott. A Pentium M processzorok iránt a beágyazott rendszerek gyártói is érdeklődtek, az alacsony fogyasztás miatt, mivel ez lehetővé teszi hűtőventilátor nélküli és miniatűr beágyazott PC-k tervezését.
| Intel Pentium M processzorcsalád | Intel Pentium M processzorcsalád | Intel Pentium M processzorcsalád | Intel Pentium M processzorcsalád | Intel Pentium M processzorcsalád |
| eredeti logo                     | új logo                          | laptop                           | laptop                           | laptop                           |
| eredeti logo                     | új logo                          | kódnév                           | folyamat                         | kibocsátás                       |
| -------------------------------- | -------------------------------- | -------------------------------- | -------------------------------- | -------------------------------- |
|                                  |                                  | Banias Dothan                    | (130 nm) (90 nm)                 | 2003 márc. 2004 júni.            |

## Banias

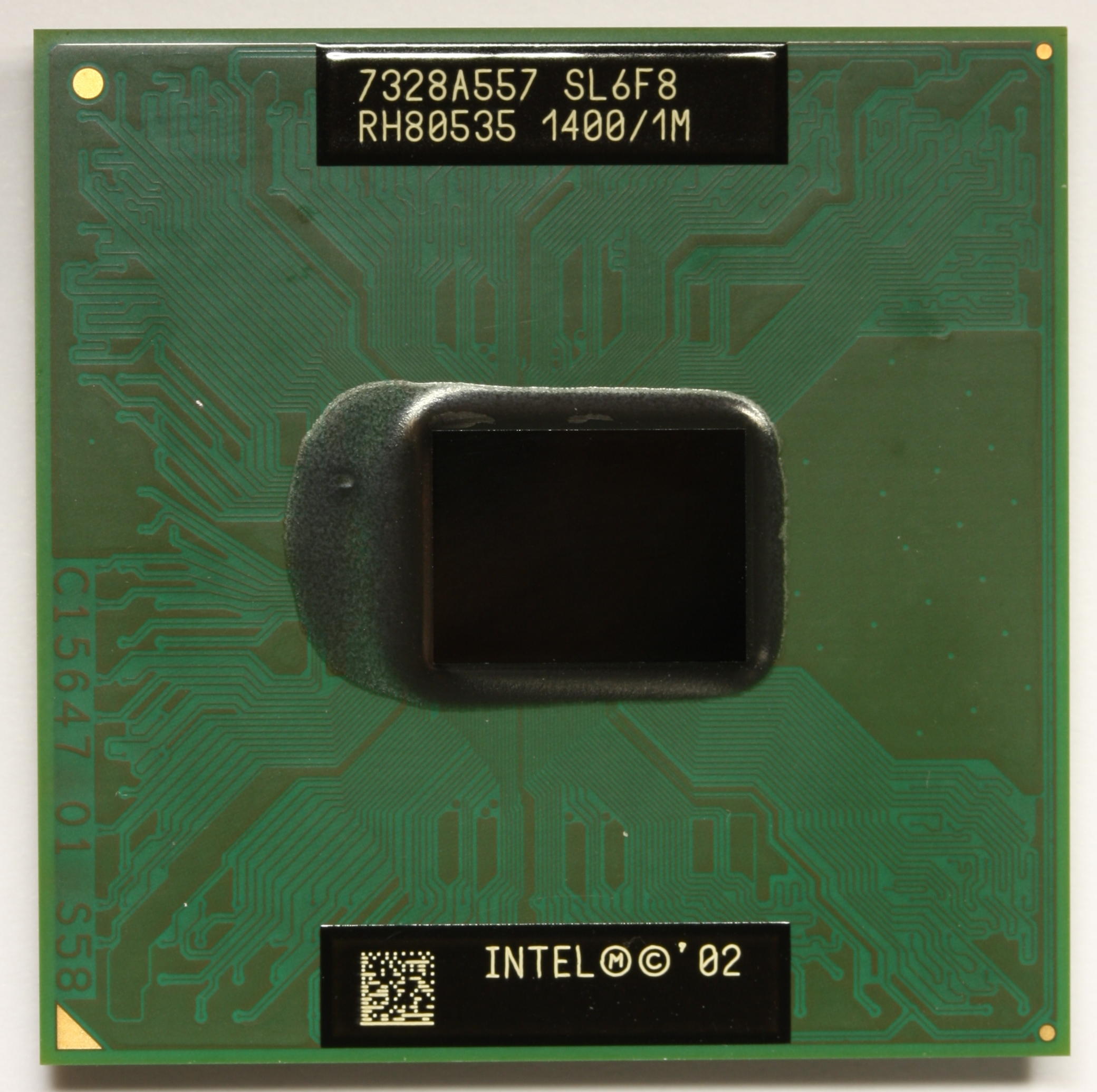
Pentium M 1.4, Banias mag

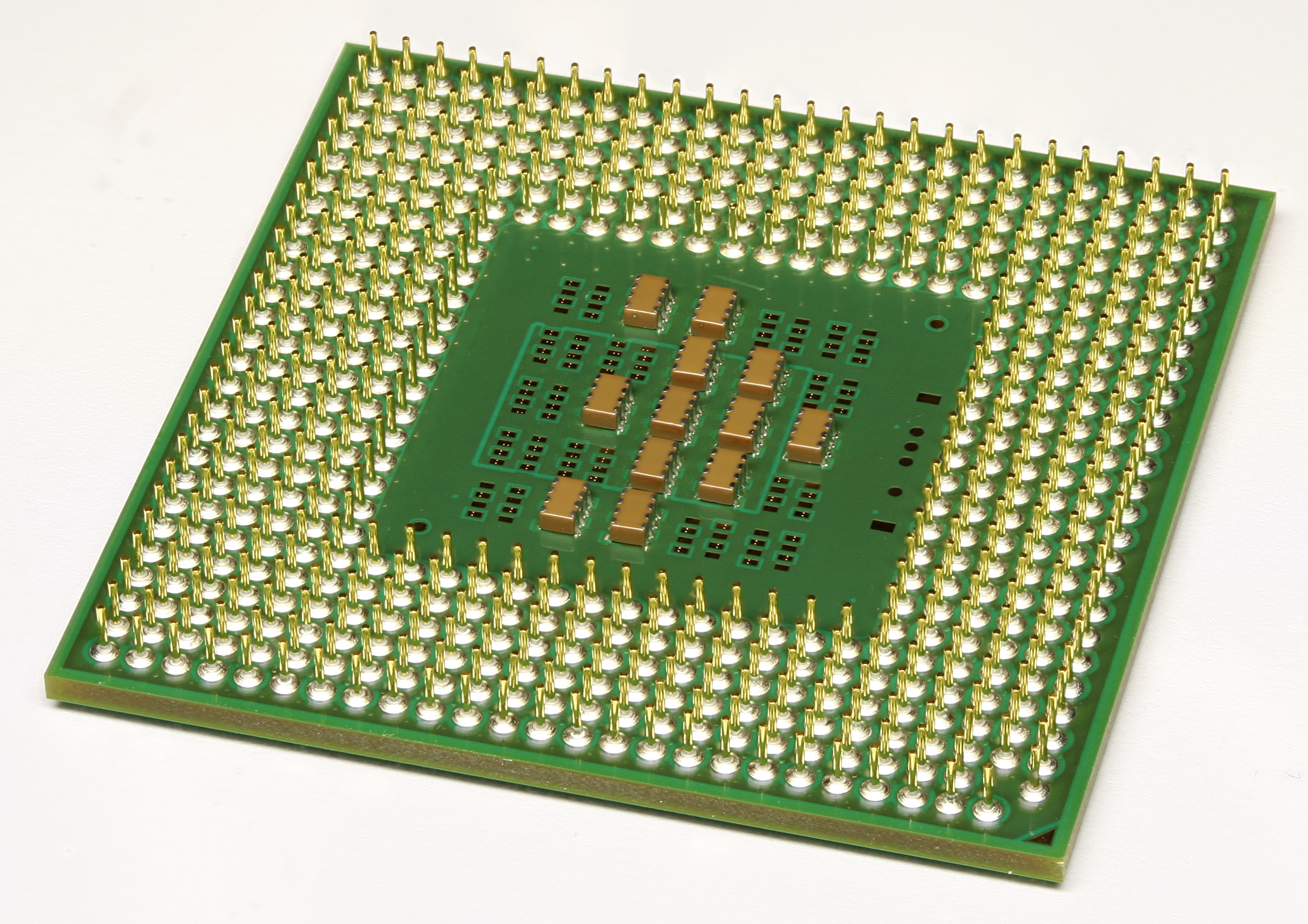
Pentium M 1.4 alsó része

## Dothan

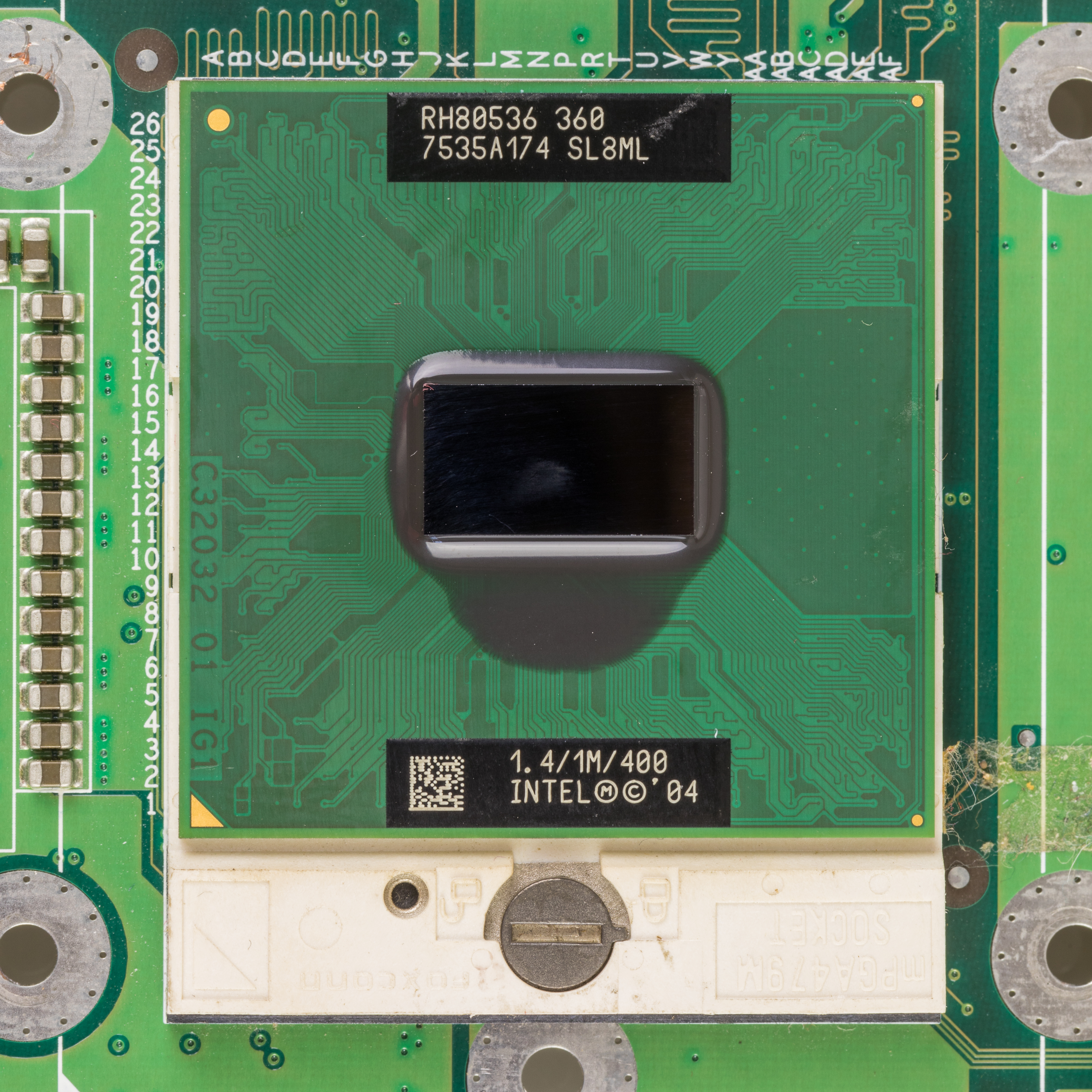
Pentium M 630, Dothan mag

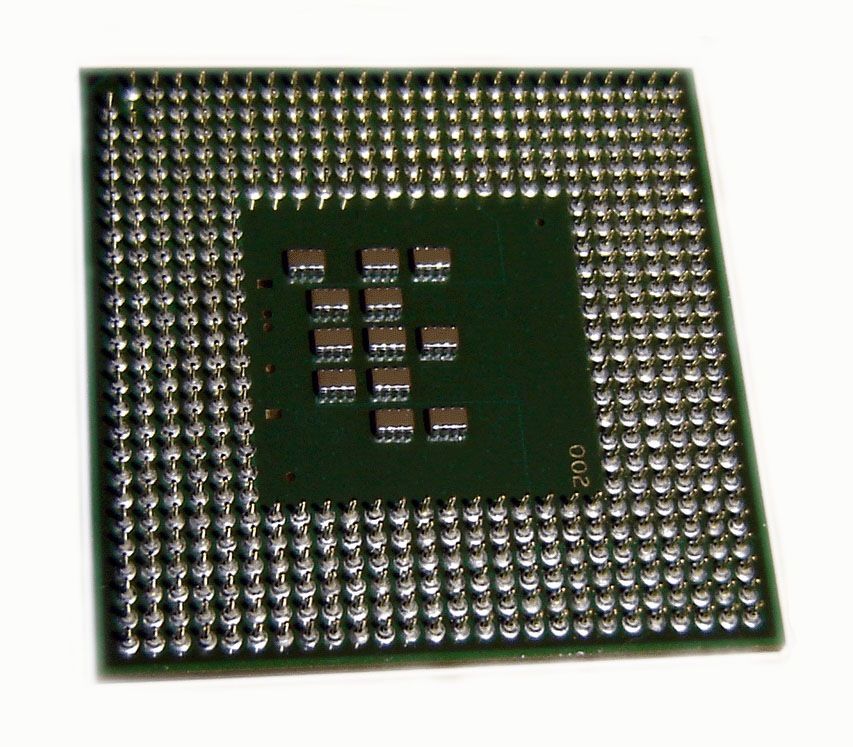
Pentium M 730 Dothan hátoldal

## Fordítás
- Ez a szócikk részben vagy egészben  a   Pentium M című angol Wikipédia-szócikk ezen változatának fordításán alapul.  Az eredeti cikk szerkesztőit annak laptörténete sorolja fel. Ez a jelzés csupán a megfogalmazás eredetét és a szerzői jogokat jelzi, nem szolgál a cikkben szereplő információk forrásmegjelöléseként.